# Ужгородський музичний фаховий коледж імені Д. Є. Задора
Ужгородський музичний фаховий коледж імені Дезиде́рія За́дора — вищий навчальний заклад I рівня акредитації в Ужгороді. Названий ім'ям Дезидерія Задора, композитора, піаніста, педагога, диригента та фольклориста. До 2017 - Ужгородське державне музичне училище імені Дезиде́рія За́дора.

## Історія
Фундаторами училища були вихованці відомих консерваторій (Віденської, Празької, Київської, Санкт-Петербурзької, Свердловської), Угорської Королівської музичної академії: Д. Є. Задор, С. А. Хосроєва, З. Є. Лендєл, К. Й. Воска, Й. Я. Гергей, А. Є. Задор, П. А. Милославська, В. К. Ромішовська, В. Л. Волинський, П. П. Милославський, С. Б. Факторович, Л. Ф. Клєпіков, В. Л. Гошовський, П. М. Нефьодов, що забезпечило високий рівень музичної освіти.
У 1946—1947 роках було засновано усі виконавські відділи, а 1960 року — музично-теоретичний. На початку 1950-х років створено наступні студентські колективи: симфонічний і духовий оркестри, хор, оркестр народних інструментів та ансамбль скрипалів.
У 1960-1970-х роках заклад розширювався. Збільшилась кількість як викладачів, так і студентів, відкрилися вечірній і заочний відділи.
З 2001 року на базі училища відкрито Ужгородський заочний факультет Донецької державної музичної академії.
У 2017 заклад було перейменовано у «Комунальний вищий навчальний заклад «Ужгородський музичний коледж імені Д.Є. Задора» Закарпатської обласної ради».

## Відділи
- Фортепіано
- Оркестрові струнні інструменти
- Оркестрові духові та ударні інструменти
- Народні інструменти
- Хорове диригування
- Академічний спів
- Теорія музики
- Загальне фортепіано
- Загальноосвітні, гуманітарні та соціально-економічні дисципліни

## Директори
- Задор Дезидерій Євгенович (1946—1949)
- Хоменко Віталій П. (1949—1952)
- Грдлічка Станіслав Федорович (1953—1957)
- Клєпіков Леонід Ф. (1957—1965)
- Базел Йосип Йосипович[3] (1965—1972)
- Гайдук Василь Михайлович[4] (1972—1983)
- Білей Василь М. (1983—2000)
- Стегней Світлана Нуцівна (з 2000)

## Викладачі
- Шутко Наталія Юріївна — старший викладач Ужгородського музичного коледжу імені Д. Є. Задора, заслужений працівник культури України[5].

## Відомі випускники
- Станкович Євген Федорович — композитор, народний артист України
- Ципола Гізела Альбертівна — народна артистка СРСР та України
- Зубанич Марія Іванівна — солістка-вокалістка ансамблю «Гармонія» Закарпатської обласної філармонії, народна артистка України
- Матій Петро Петрович — соліст-вокаліст музичного лекторію Закарпатської обласної філармонії, народний артист України
- Попович-Лабик Клара Ласлівна — солістка Закарпатського народного хору, народна артистка України
- Гіга Степан Петрович — народний артист України (2002)
- Кречко Михайло Михайлович — український композитор, хоровий диригент, вокаліст, народний артист УРСР, керівник Закарпатського хору
- Лацанич Ігор Васильович — український диригент, музикант, народний артист України та Республіки Татарстан
- Харченко Марія Федорівна — народна артистка України (1981), актриса Закарпатського українського музично-драматичного театру
- Мартон Іштван Ференцович — композитор і піаніст, заслужений діяч мистецтв України
- Шилова Інеса Володимирівна — заслужений діяч мистецтв України, професор Національної академії України ім. П. І. Чайковського
- Грегорчак Галина Василівна — заслужена артиска України (2014)
- Людмила Васильченко — народна артистка СРСР, лауреат міжнародного конкурсу, солістка Большого театру Росії
- Й. Франц — художній керівник та головний диригент симфонічного оркестру «Ренесанс»
- Плоскіна Віктор Михайлович — заслужений артист України, головний диригент Театру опери та балету Республіки Білорусь
- Д. Бороні — концертмейстер оркестру Краківського оперного театру
- Василь Штефуца — народний артист РФ
- Заслужені артисти України: Наталія Висіч, М. Форіш, Віктор Даньо, Михайло Вігула, Й. Гарчар, М. Медвідь, Г. Кампо, Микола Попенко, Іван Вісаник, М. Ходанич, Г. Дашак, Б. Лаба, Надія Копча, Н. Гораль, Юдіта Ондич, М. Маркович, Надія Мерцин, Владислав Юрош, Ельвіра Готвоні, Н. Боднар, Ференц Томич.
- соліст Національної опери України Михайло Желізняк